# Chrysotimus xiaolongmensis
Chrysotimus xiaolongmensis är en tvåvingeart som beskrevs av Zhang, Yang och Patrick Grootaert 2003. Chrysotimus xiaolongmensis ingår i släktet Chrysotimus och familjen styltflugor. Inga underarter finns listade i Catalogue of Life.